# دوشنبه رز
دوشنبهٔ رُزِ یا دوشنبه‌ی گلِ سرخ (به آلمانی: Rosenmontag) یک کارناوالِ مشهور و نقطهٔ اوجِ کارناوال‌ها در راینلند و راینلَندهِسِن در آلمان است. برخی از کارفرمایان در این روز، به‌طور معمول به کارکنانِ خود یک روز مرخصی برایِ شرکت در این جشن می‌دهند. با این حال، این روز تعطیلِ رسمی نیست.
این کارناوال در شهرهای کرانهٔ رودِ راین در غربِ آلمان نسبت به منطقه‌های دیگر با شور و هیجان بیشتری همراه است. معروف‌ترین کارناوال‌هایِ دوشنبه‌ی رُز در سه شهرِ دوسلدورف، کُلن و ماینتس برگزار می‌شوند.

## روشِ برگزاری
آغاز مراسم معمولاً از نیمهٔ روز به‌بعد است اما مردم گاهی ساعت‌ها زودتر از خانه بیرون می‌آیند و با رقص‌وپایکوبی، منتظرِ کاروانِ کارناوال در خیابان می‌شوند. کاروان از ده‌ها گروه از افراد با لباس‌هایِ متفاوت از هم تشکیل شده‌است. هر گروه از کاروان، لباس‌هایی با رنگ‌هایِ عمدتاً شاد بر تن دارند و از همهٔ گروه‌هایِ سنی (پیروجوان) تشکیل شده‌اند. عبورِ کاروان از شهر، معمولاً با اجرایِ موزیک‌هایِ شاد و پرتابِ شکلات و شیرینی‌جات از سویِ کاروان به سویِ استقبال‌کنندگان همراه است.

### تِمِ فستیوال

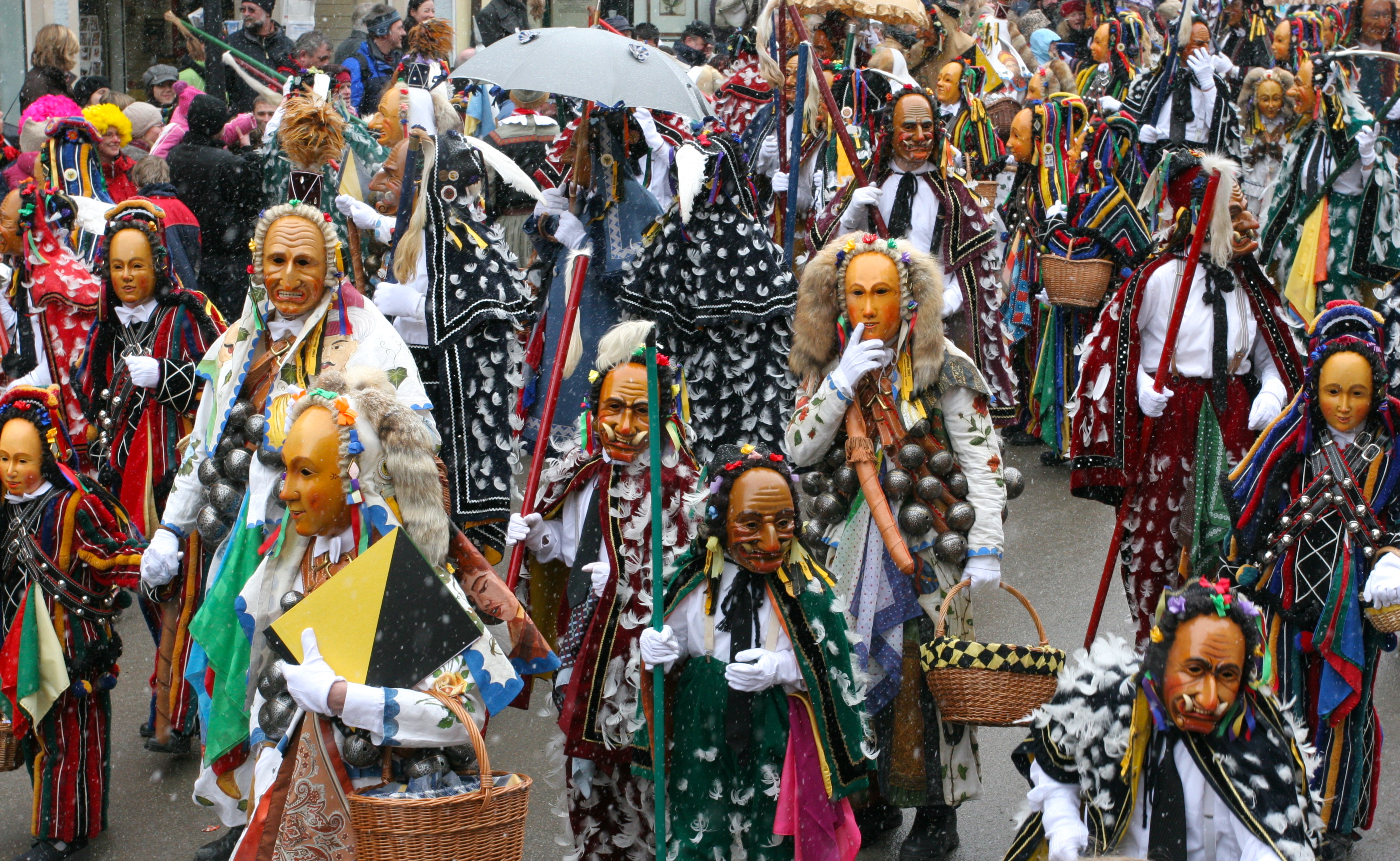
دوشنبه‌ی رُز در آلمان

در مراسم روز دوشنبه‌گل‌سرخ، هیئت‌های کارناوال هر یک به موضوعی سیاسی یا اجتماعی می‌پردازند تا توجهِ دیگر شهروندان نیز به آن موضوع جلب شود.